# ویلیام اس. آدامز
ویلیام اس. آدامز (انگلیسی: William S. Adams) فیلم‌بردار دوران فیلم‌های صامت اهل ایالات متحده آمریکا و برادر کوچک جیمز استوارت بلکتون یکی از بنیان‌گذاران ویتاگراف بود. او با آغاز دوران فیلم‌های صدادار در اثر یک بیماری گرمسیری درگذشت.
از فیلم‌هایی که وی در آن‌ها نقش داشته‌است، می‌توان به ترفندها اشاره نمود.